# Birnbach
Birnbach est une municipalité allemande située dans le land de Rhénanie-Palatinat et l'arrondissement d'Altenkirchen (Westerwald).

## Géographie

### Localisation
La commune est située dans le Westerwald, à environ cinq kilomètres au nord-ouest de la ville du district d'Altenkirchen, à une distance d'environ cinq kilomètres de la frontière nationale de Rhénanie du Nord-Westphalie.

### Monuments
Le village est concentré le long de la route, et possède de nombreux espaces verts, ruisseaux et arbres centenaires notables. Le centre-ville très ancien est regroupé autour de l'église évangélique.

### Communes voisines
Les communes avoisinantes sont Wölmersen au nord-est, Oberölfen à l'est, Hemmelzen au sud et Weyerbusch et Hilkhausen à l'ouest.

## Histoire

### Moyen Âge
Le lieu est mentionné pour la première fois dans un document daté du 31 mars 1131. Cette date est utilisée pour célébrer le 850e anniversaire de Birnbach en 1981. On pense cependant que l’endroit a été colonisé bien plus tôt. La Haute Cour de Birnbach a été mentionnée dès 1260, elle est la seule dans la partie sud-est d'Auelgau
.

### Après la seconde guerre mondiale
Trois des quatre officiers tenus pour responsables de la perte du Pont Ludendorff (7 mars 1945), innocemment condamnés à mort et exécutés les 13 et 14 mars 1945, sont enterrés dans le cimetière militaire local. Il s'agit des majors Johann Scheller et August Krafft ainsi que du premier lieutenant Karl-Heinz Peters. Le quatrième, le major Herbert Strobel, était initialement enterré à Birnbach, mais sa dépouille a finalement été ramenée chez lui à l'instigation de son fils. Les officiers sont condamnés à mort par balle à Rimbach et à Oberirsen par une cour martiale itinérante désignée par Hitler personnellement et sont exécutés immédiatement après l'annonce du verdict. Le maréchal Model avait installé le quartier général de son groupe d'armées dans l'auberge Katzmann à Rimbach. La cour martiale et le général Rudolf Huebner se trouvent au restaurant « Pick » à Oberirsen. Le cinquième officier, le capitaine Willi Oskar Bratge, est alors fait prisonnier par les Américains lors de la prise du pont, il échappe ainsi à la mort.

### Époque contemporaine
Vers 1990, Birnbach se fait connaître médiatiquement à cause d'un conflit avec le groupe des Bruderhöfer (un groupe chrétien anabaptiste, de la mouvance huttérite ). Une initiative citoyenne locale se mobilise alors contre cette communauté jusqu'à ce qu'elle quitte finalement la ville en 1995. Les propriétés des Bruderhöfer ont été reprises par un autre mouvement religieux, Lectorium Rosicrucianum, qui a ouvert un centre administratif et de conférence à Birnbach en 2000.

### Démographie
Développement de la commune de Birnbach, selon les recensements de 1871 à 1987:
| Année | Nombre d'habitants |
| ----- | ------------------ |
| 1815  | 140                |
| 1835  | 208                |
| 1871  | 252                |
| 1905  | 292                |
| 1939  | 307                |
| 1950  | 391                |
| 1961  | 442                |
| 1970  | 423                |
| 1987  | 460                |
| 1997  | 582                |
| 2005  | 626                |
| 2011  | 599                |
| 2017  | 628                |
| 2023  | 683                |

## Politique

### Conseil municipal
Le conseil municipal de Birnbach est composé de douze membres du conseil, élus lors des élections locales du 26 mai 2019

### Maire (Bürgermeister)
Mario Müller (maire sans étiquette) devient maire de Birnbach le 3 juillet 2019. Le prédécesseur de Müller, Wolfgang Lanvermann, a occupé ce poste pendant dix ans.

## Lieux touristiques
- Église paroissiale évangélique de Birnbach (XIIIe siècle). La restauration de l'église et de la tour a été réalisée de 1893 à 1900 par l'architecte Ludwig Hofmann avec le financement du mécène Emil Weyerbusch.
- Au centre de la ville se dresse l'une des plus anciennes maisons à colombages du quartier d'Altenkirchen : un ancien relais postal de Birnbach du 16e siècle.

## Situation économique
Birnbach est une communauté résidentielle agricole, elle compte quatre entreprises agricoles à plein temps, ainsi que plusieurs entreprises artisanales locales, des épiceries et un éditeur de livres.

### Transports
La Bundesstraße 8 passe immédiatement au nord de Birnbach.
Le prochain carrefour sur l'Autoroute fédérale 3 est Neustadt/Wied et se trouve à environ 20 km au sud-ouest de la ville.

## Personnes célèbres ayant travaillé dans la localité
- Emil Weyerbusch (né en 1846 à Elberfeld, mort en 1909 à Gardone Riviera), industriel et mécène. Il fait construire une villa et le centre communautaire protestant, et reconstruire la basilique romane.
- Wilhelm Boden (né en 1890 à Grumbach, mort en 1961 à Birnbach). De 1946 à 1947 il est premier Premier ministre du Land de Rhénanie-Palatinat.

## Source
- (de) Cet article est partiellement ou en totalité issu de l’article de Wikipédia en allemand intitulé « Birnbach » (voir la liste des auteurs).